# Pièce britannique décimale de deux livres sterling
La pièce de 2 livres est une pièce de monnaie en circulation au Royaume-Uni. Avec une valeur de deux livres sterling (2 £), c'est la plus grande division de la livre sous forme de pièce en circulation. 
Introduite à gros tirage en 1986 en laiton de nickel selon des types commémoratifs, elle circule sous forme bimétallique depuis le 15 juin 1998.

## Caractéristiques
Les monnaies commémoratives frappées de 1986 à 1996 sont du même métal que les pièces d'1 livre, en laiton de nickel, d'un diamètre de 28,4 mm et d'un poids de 15,98 g. Il est à noter que ce poids est exactement le même que la pièce courante de 2 livres (Double Sovereign) en or introduite à partir du règne de George IV en 1823.
En 1997 la pièce de 2 livres commémorant le développement de l'industrie britannique est la première à être composée de 2 alliages différents. Elle mesure 28,4 mm de diamètre pour 2,5 mm d'épaisseur. Elle pèse 12 g. Elle se compose d'un cœur en cupronickel entouré d'un anneau en nickel-laiton.
En 1998, le même système est introduit pour lancer la pièce de 2 livres conçu par Ian Rank-Broadley (avers) et Bruce Rushin (revers), frappée régulièrement jusqu'en 2015.

## Dessin

L'avers de la pièce de 2003

L'avers de la pièce représente le profil de la reine Élisabeth II, tourné vers la droite et entouré de l'inscription elizabeth ii d g reg f d, soit « Elizabeth II dei gratia regina fidei defensor » (« Élisabeth II, par la grâce de Dieu reine et défenseur de la foi »). Trois dessins existent : le premier est celui de Raphael Maklouf, sur lequel la reine porte le diadème d'État de Georges IV ; le second est celui de Ian Rank-Broadley (en), sur lequel la reine porte la tiare « Girls of Great Britain and Ireland » ; et le troisième, et actuel, est celui de Jody Clark (en). Les trois versions ont été mises en circulation en même temps.
De 1998 à 2015, le revers était un motif abstrait conçu par Bruce Rushin représentant le progrès technologique, de l'âge de pierre à l'âge de l'information en passant par la Révolution industrielle. La tranche portait une citation d'Isaac Newton : standing on the shoulders of giants. En 2015, un nouveau motif a été adopté ; un portrait de Britannia, par Antony Dufort, remplaçant le design antérieur. Une nouvelle citation sur la tranche a été adoptée aussi : quatuor maria vindico « Je revendique les quatre mers ».

## Frappes commémoratives
Plusieurs frappes commémoratives de la pièce de 2 livres ont été produites, avec des revers différents et des inscriptions différentes sur la tranche. Certaines datent d'avant son introduction comme pièce de circulation courante.
| Année | Événement                                                                         | Photo | Revers | Tranche                                         | Concepteur                              |
| ----- | --------------------------------------------------------------------------------- | ----- | --- | ----------------------------------------------- | --------------------------------------- |
| 1986  | Jeux du Commonwealth de 1986                                                      |       | Croix de saint André et Chardon écossais entouré de lauriers.                                                              | XIII COMMONWEALTH GAMES JULY 1986               | Norman Sillman                          |
| 1989  | 300e anniversaire de la Déclaration des droits                                    |       | Monogramme de Guillaume et Marie sur une masse de cérémonie du Parlement.                                                  | —                                               | John Lobban                             |
| 1989  | 300e anniversaire du Claim of Right Act 1689 (en)                                 |       | Monogramme de Guillaume et Marie sur une masse de cérémonie du Parlement.                                                  | —                                               | John Lobban                             |
| 1994  | 300e anniversaire de la Banque d'Angleterre                                       |       | Sceau de la Banque surmonté du monogramme de Guillaume et Marie.                                                           | SIC VOS NON VOBIS                               | Leslie Durbin                           |
| 1995  | 50e anniversaire de la fin de la Seconde Guerre mondiale                          |       | Colombe de la paix stylisée.                                                                                               | 1945 IN PEACE GOODWILL 1995                     | John Mills                              |
| 1995  | 50e anniversaire de l'Organisation des Nations unies                              |       | Série de drapeaux en éventail.                                                                                             | —                                               | Michael Rizzello                        |
| 1996  | Championnat d'Europe de football 1996                                             |       | Ballon de football stylisé.                                                                                                | TENTH EUROPEAN CHAMPIONSHIP                     | John Mills                              |
| 1999  | Coupe du monde de rugby à XV 1999                                                 |       | Stade surmonté d'un ballon et de poteaux.                                                                                  | Rugby World Cup 1999                            | Ron Dutton                              |
| 2001  | 100e anniversaire de la première liaison transatlantique sans fil                 |       | Ondes radiophoniques. | WIRELESS BRIDGES THE ATLANTIC...MARCONI 1901... | Robert Evans                            |
| 2002  | Jeux du Commonwealth de 2002                                                      |       | Athlète brandissant un drapeau.                                                                                            | SPIRIT OF FRIENDSHIP, MANCHESTER 2002           | Matthew Bonaccorsi                      |
| 2003  | 50e anniversaire de la découverte de la structure de l'ADN                        |       | Brin d'ADN. | DEOXYRIBONUCLEIC ACID                           | John Mills                              |
| 2004  | 200e anniversaire de la première locomotive                                       |       | Locomotive à vapeur. | —                                               | Robert Lowe                             |
| 2005  | 400e anniversaire de la Conspiration des poudres                                  |       | Crosses, masses et épées en cercle.                                                                                        | REMEMBER REMEMBER FIFTH OF NOVEMBER             | Peter Forster                           |
| 2005  | 50e anniversaire du 8 mai 1945                                                    |       | Cathédrale Saint-Paul de Londres éclairée par des projecteurs anti-aériens.                                                | In Victory Magnanimity in Peace Goodwill        | Bob Elderton                            |
| 2006  | 200e anniversaire d'Isambard Kingdom Brunel                                       |       | Toit de la gare de Paddington.                                                                                             | SO MANY IRONS IN THE FIRE                       | Robert Evans                            |
| 2006  | 200e anniversaire d'Isambard Kingdom Brunel                                       |       | Portrait de Brunel. | 1806-1859 ISAMBARD KINGDOM BRUNEL ENGINEER      | Rod Kelly                               |
| 2007  | 300e anniversaire de l'Acte d'Union                                               |       | Division en quarts, avec la rose et le chardon dans deux d'entre eux et une herse dans les deux autres.                    | UNITED INTO ONE KINGDOM                         | Yvonne Holton                           |
| 2007  | 200e anniversaire de l'abolition de l'esclavage au Royaume-Uni                    |       | Date de 1807, avec le 0 représenté par l'anneau brisé d'une chaîne.                                                        | AM I NOT A MAN AND A BROTHER                    | David Gentleman                         |
| 2008  | Cérémonie de remise des Jeux olympiques à Londres                                 |       | Drapeau olympique passant d'une main à une autre.                                                                          | I CALL UPON THE YOUTH OF THE WORLD              | The Royal Mint Engraving Team           |
| 2008  | 100e anniversaire des Jeux olympiques d'été de 1908                               |       | Piste d'athlétisme. | THE 4TH OLYMPIAD LONDON                         | Thomas T Docherty                       |
| 2009  | 250e anniversaire de Robert Burns                                                 |       | Extrait manuscrit des paroles d'Auld Lang Syne.                                                                            | SHOULD AULD ACQUAINTANCE BE FORGOT              | The Royal Mint Engraving Team           |
| 2009  | 200e anniversaire de Charles Darwin                                               |       | Darwin de profil, faisant face à un chimpanzé.                                                                             | ON THE ORIGIN OF SPECIES 1859                   | Suzie Zamit                             |
| 2010  | 100e anniversaire de la mort de Florence Nightingale                              |       | Deux mains prenant le pouls au poignet d'une troisième.                                                                    | 150 YEARS OF NURSING                            | Gordon Summers                          |
| 2011  | 400e anniversaire de la Bible du roi Jacques                                      |       | première phrase de l'évangile selon Jean en caractères d'imprimerie (inversés) et imprimée.                                | THE AUTHORISED VERSION                          | Paul Stafford & Benjamin Wright         |
| 2011  | 500e anniversaire du voyage inaugural de la Mary Rose                             |       | Le navire, toutes voiles déployées.                                                                                        | YOUR NOBLEST SHIPPE 1511                        | John Bergdahl                           |
| 2012  | 200e anniversaire de Charles Dickens                                              |       | Profil de Dickens formé à partir des titres de ses romans.                                                                 | SOMETHING WILL TURN UP                          | Matthew Dent                            |
| 2012  | Cérémonie de remise des Jeux olympiques à Rio                                     |       | Passage de relais. | I CALL UPON THE YOUTH OF THE WORLD              | Jonathan Olliffe                        |
| 2013  | 150e anniversaire du métro de Londres                                             |       | Rame de métro, matériel de 1967, sur la Victoria line, vue de face (déjà dépassée quand la pièce fut mise en circulation). | —                                               | Edward Barber et Jay Osgerby            |
| 2013  | 150e anniversaire du métro de Londres                                             |       | Logo du métro en trois dimensions.                                                                                         | MIND THE GAP                                    | Edwina Ellis                            |
| 2013  | 350e anniversaire de la guinée                                                    |       | Armoiries de Georges III                                                                                                   | WHAT IS A GUINEA? ‘TIS A SPLENDID THING         | Anthony Smith                           |
| 2014  | 100e anniversaire de la Première Guerre mondiale                                  |       | Portrait « Lord Kitchener Wants You ».                                                                                     | THE LAMPS ARE GOING OUT ALL OVER EUROPE         | John Bergdahl                           |
| 2014  | 500e anniversaire de Trinity House                                                |       | Phare en fonctionnement.                                                                                                   | SERVING THE MARINER                             | Joe Whitlock Blundell avec David Eccles |
| 2015  | 800e anniversaire de la Magna Carta                                               |       | Le roi Jean d'Angleterre signant la charte avec un baron et un évêque auprès de lui.                                       | FOUNDATION OF LIBERTY                           | John Bergdahl                           |
| 2015  | La Royal Navy                                                                     |       | Navire de guerre, accompagnée par un avion et des oiseaux de mer.                                                          | THE SURE SHIELD OF BRITAIN                      | David Rowlands                          |
| 2016  | 400e anniversaire de la mort de William Shakespeare (pour les comédies)           |       | Marotte. | ALL THE WORLD'S A STAGE                         | John Bergdahl                           |
| 2016  | 400e anniversaire de la mort de William Shakespeare (pour les pièces historiques) |       | Couronne et poignard. | THE HOLLOW CROWN                                | John Bergdahl                           |
| 2016  | 400e anniversaire de la mort de William Shakespeare (pour les tragédies)          |       | Crâne humain et rose. | WHAT A PIECE OF WORK IS A MAN                   | John Bergdahl                           |